# Albert Embankment
Albert Embankment je del odseka reke na južnem delu reke Temze v centralnem Londonu. Razteguje se približno eno miljo (1,6 km) severno od mostu Vauxhall do Westminsterskega mostu in se nahaja v London Borough of Lambeth.
Ustvaril ga je sir Joseph Bazalgette v času med julijem 1866 in novembrom 1869 in vključuje ozemlje, ki so jo izsušili in različne majhne ladjedelnice. Njen namen je bil tako zaščita nizkoležečih področij Lambetha, kot tudi prostor za novo obvoznico, s katero se je mogoče izogniti prepolnim ulicam. Del izsušene zemlje je bil prodan zaupnikom bolnice svetega Thomasa.
Za razliko od Bazalgettovega Thames Embankment (vključujoč Chelsea Embankment in Victoria Embankment) Albert Embankment ne vključuje večjih medsebojno povezanih kanalov za kanalizacijo.